# 더 펜서
《더 펜서》(에스토니아어: Vehkleja, 핀란드어: Miekkailija)는 2015년에 공개된 에스토니아와 핀란드와 의 전기 영화이다. 소련 시절 에스토니아 SSR의 펜싱 지도자인 엔델 넬리스의 생애를 다뤘으며 제73회 골든 글로브상 외국어 영화상에 후보로 올랐다.

## 출연

### 주연
- 매르트 아반디: 엔델 넬리스(Endel Nelis) 역
- 우르술라 라타세프: 카드리(Kadri) 역
- 리사 코펠: 마르타(Marta) 역
- 헨드리크 톰페레 2세: 교장 역

### 조연
- 요나스 코프: 얀(Jaan) 역
- 렘비트 울프사크: 얀의 할아버지 역
- 피레트 칼다: 얀의 어머니 역
- 야크 프린츠: 교장 보조 교사 역
- 키릴 캐로: 알렉세이(Aleksei) 역
- 마리아 아브디우슈코: 펜싱 심판 역
- 알리나 카르마시나: 아르메니아 코치 역